# Mads Østberg
Mads Østberg (ur. 11 października 1987 we Fredrikstad) – norweski kierowca rajdowy.
Swój debiut w rajdach Østberg zaliczył w 2004 roku. W 2006 roku zadebiutował w Rajdowych Mistrzostwach Świata. Pilotowany przez Ragnara Engena i jadący Subaru Imprezą WRC zajął wówczas 31. miejsce w Rajdzie Szwecji. W 2007 roku podczas kolejnej edycji Rajdu Szwecji wygrał swój pierwszy odcinek specjalny w Mistrzostwach Świata. Z kolei w tamtym roku w Rajdzie Finlandii zajął 8. miejsce i tym samym zdobył w Mistrzostwach Świata swój pierwszy punkt. Kolejne punkty do klasyfikacji Mistrzostw Świata zdobył w 2009 roku. Punktował wówczas w: Rajdzie Portugalii (6. miejsce), Rajdzie Sardynii (7. miejsce) i Rajdzie Grecji (7. miejsce). 
W 2008 roku Østberg zanotował sukces na rodzimych trasach. Jadąc Subaru Imprezą wywalczył swój pierwszy w karierze tytuł mistrza Norwegii.
W 2011 roku startował Fordem Fiestą WRC w barwach M-Sport Stobart Ford WRT. Zanotował najlepsze do tej pory wyniki w karierze, zajmując dwukrotnie 2. miejsca w Rajdzie Szwecji i w Rajdzie Wielkiej Brytanii. W sezonie 2012 jeździł w prywatnym teamie, mając do dyspozycji tak jak w roku ubiegłym Forda Fiestę. Po raz pierwszy zwyciężył w rajdzie zaliczanym do WRC, a był to Rajd Portugalii.

## Występy w mistrzostwach świata
| Sezon | Zespół                    | Samochód                             | 1        | 2      | 3        | 4         | 5             | 6         | 7             | 8      | 9      | 10        | 11            | 12        | 13        | 14        | 15            | 16 | Punkty | Miejsce |
| ----- | ------------------------- | ------------------------------------ | -------- | ------ | -------- | --------- | ------------- | --------- | ------------- | ------ | ------ | --------- | ------------- | --------- | --------- | --------- | ------------- | -- | ------ | ------- |
| 2006  | Mads Østberg Adapta       | Subaru Impreza WRC                   | Monako   | 31     | Meksyk   | Hiszpania | Francja       | Argentyna | Włochy        | Grecja | Niemcy | NU        | Japonia       | Cypr      | Turcja    | Australia | Nowa Zelandia | 23 | 0      | -       |
| 2007  | Adapta AS                 | Subaru Impreza WRC                   | Monako   | 9      | 37       | Meksyk    | NU            | Argentyna | NU            | Grecja | 8      | Niemcy    | Nowa Zelandia | Hiszpania | Francja   | Japonia   | Irlandia      | 11 | 1      | 21.     |
| 2008  | Adapta AS                 | Subaru Impreza WRC                   | Monako   | 9      | Meksyk   | Argentyna | Jordania      | 11        | 24            | Turcja | NU     | Niemcy    | Nowa Zelandia | 14        | 9         | Japonia   | NU            |    | 0      | -       |
| 2009  | Adapta AS                 | Subaru Impreza WRC                   | Irlandia | 9      | Cypr     | 6         | Argentyna     | 7         | 7             | NU     | NU     | Australia | Hiszpania     | NU        |           |           |               |    | 7      | 11.     |
| 2010  | Adapta AS Stobart M-Sport | Subaru Impreza WRC Ford Fiesta S2000 | 8        | Meksyk | Jordania | Turcja    | Nowa Zelandia | 7         | Bułgaria      | 7      | 16     | Japonia   | 41            | Hiszpania | 9         |           |               |    | 18     | 11.     |
| 2011  | M-Sport Stobart           | Ford Fiesta RS WRC                   | 2        | 5      | 31       | 13        | 5             | 5         | 12            | 6      | NU     | Australia | 7             | 6         | 2         |           |               |    | 88     | 6.      |
| 2012  | Mads Østberg Adapta       | Ford Fiesta RS WRC                   | Monako   | 3      | 4        | 1         | 3             | 4         | Nowa Zelandia | 5      | 4      | 4         | 5             | 4         | 4         |           |               |    | 149    | 4.      |
| 2013  | Qatar M-Sport             | Ford Fiesta RS WRC                   | 6        | 3      | 11       | 8         | 7             | 6         | 8             | 3      | 9      | 5         | 8             | 6         | 4         |           |               |    | 103    | 6.      |
| 2014  | Citroën Total Abu Dhabi   | Citroën DS3 WRC                      | 4        | 3      | 9        | 3         | NU            | 2         | NU            | NU     | 6      | 16        | 7             | 4         | 3         |           |               |    | 108    | 5.      |
| 2015  | Citroën Total Abu Dhabi   | Citroën DS3 WRC                      | 4        | 10     | 2        | 2         | 7             | 5         | 9             | 3      | 7      | Australia | 6             | 4         | 7         |           |               |    | 116    | 4.      |
| 2016  | M-Sport World Rally Team  | Ford Fiesta RS WRC                   | 4        | 3      | 3        | 5         | 7             | NU        | 8             | 6      | 6      |           | 9             | 5         | 8         | 6         |               |    | 102    | 7.      |
| 2017  | M-Sport World Rally Team  | Ford Fiesta WRC                      | Monako   | 15     | Meksyk   | Francja   | 9             | 8         | 7             | 7      | 10     | Niemcy    | 5             | 38        | Australia |           |               |    | 29     | 15.     |
| 2018  | Citroën Total Abu Dhabi   | Citroën C3 WRC                       | Monako   | 6      | Meksyk   | Francja   | Argentyna     | 6         | 5             | 2      | NU     | 23        | 8             | -         | 3         |           |               |    | 70     | 10.     |